# Stadio dell'Esercito bulgaro
Lo stadio dell'Esercito bulgaro (bulgaro: Стадион „Българска армия, Stadion Bǎlgarska Armija) è un impianto sportivo situato a Sofia, in Bulgaria. Inaugurato nel 1967, ospita le partite casalinghe del CSKA Sofia.

## Storia
Lo stadio è stato costruito dove prima sorgeva l'Atletic Park realizzato nel 1923, che ospitava le partite dell'AS-23, società calcistica fondata quell'anno. Nel 1944, dopo la fusione tra l'AS-23 con lo  Šipka Pobeda e lo  Spartak Poduene con la quale venne costituito lo  Čavdar Sofija lo stadio è stato ribattezzato Stadion Čavdar.
In seguito alla fusione tra il Septemvri Sofija e lo Čavdar, che intanto era stato ribattezzato CDV Sofija, che il 5 maggio 1948 diede vita al Septemvri pri CDV, lo stadio ha ospitato le partite casalinghe di questa nuova società, che in seguito avrebbe preso il nome CSKA Sofija.
Nal 1948 lo stadio è stato ribattezzato Stadion Narodna Armija (Stadio dell'Armata Popolare) e dopo la caduta del regime comunista nel 1990 è stato ribattezzato Stadio dell'Esercito bulgaro.
Tra il 1965 e il 1967 il vecchio stadio è stato demolito e ricostruito su progetto dell'architetto Anton Karavelov con 35 000 posti a sedere.
Riammodernato nel 1982 con un nuovo impianto di illuminazione e nuovamente tra il 1998 e il 2000 quando è stato dotato di un impianto sonoro dalla potenza di 48 Kw e 107 decibel e un impianto di illuminazione di 2100 lux lo stadio è diviso in quattro settori per un totale di 22015 spettatori tutti seduti, 2100 dei quali coperti:
- Settore A: 6417 spettatori
- Settore B: 4889 spettatori
- Settore V: 5689 spettatori
- Settore G: 5020 spettatori

Lo stadio è di proprietà del Ministero dello sport bulgaro. Il complesso sportivo comprende campi di tennis, campi di pallacanestro, pista di atletica, un campo da calcio in superficie sintetica, palestre, una sala conferenze con 80 posti e il Museo del CSKA. Il 13 ottobre 2009, il governo bulgaro ha annunciato che l'attuale impianto verrà demolito per la ricostruzione del nuovo stadio CSKA.